# Centre Mèdic Jueu de Long Island
El Centre Mèdic Jueu de Long Island (en anglès: Long Island Jewish Medical Center) (LIJMC) és un hospital clínic i acadèmic que forma part del sistema de salut Northwell. És un hospital d'ensenyament de cures terciàries sense ànim de lucre, el centre disposa de 583 llits, i serveix a la gran zona metropolitana de Nova York.

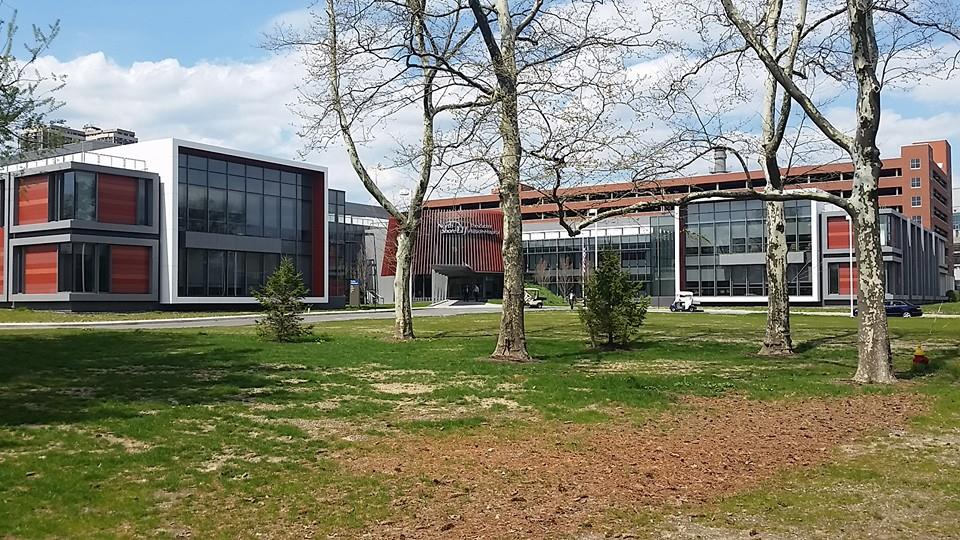
Imatge de l'Hospital Zucker Hillside, ubicat a Glen Oaks, Nova York.

El campus té una àrea de 48 acres, unes 19 hectàrees aproximadament, i es troba a unes 15 milles, uns 24 kilòmetres a l'est de Manhattan, a la frontera entre el barri de Queens i els comtats de Nassau, Glen Oaks i Lake Success, a l'Estat de Nova York. La seva adreça de correu postal es troba en New Hyde Park (als nombres 11040 i 11042) al costat dels límits de la ciutat.
LIMJC té tres components: l'Hospital Jueu de Long Island, el Centre Mèdic Per a Nens Steven i Alexandra Cohen de Nova York i l'Hospital Zucker Hillside. L'Hospital Jueu de Long Island és un hospital de cures terciàries per a pacients adults que disposa d'uns 452 llits, ofereix un servei de diagnòstic avançat i compta amb una tecnologia de tractament mèdic avançada.
El centre té unes modernes instal·lacions per la cura mèdica, quirúrgica, obstètrica i dental. El centre funciona com un hospital d'atenció primària i com un centre d'ensenyament acadèmic per a l'Escola de Medicina Donald i Barbara Zucker i per al campus de la Escola de Medicina Albert Einstein a Long Island.
El programa de graduació i educació mèdica del LIJMC és un dels més grans de l'Estat de Nova York, i els programes són dirigits pel personal facultatiu del centre.
El personal del centre treballa a temps complet i inclou a més de 500 metges, que supervisen les cures a totes les especialitats principals, i participen en els programes extensius d'ensenyament i recerca.
El centre mèdic està situat al costat sud-oest de les Torres North Shore. El centre va ser fundat en 1954 per un grup de nou filantrops, entre ells estava el jueu Jacob H. Horowitz.
Els nens nascuts al LIJMC, normalment neixen a l'Hospital Katz Per a Dones, un centre que forma part del complex, i que està situat prop del barri de Queens. Els nadons neixen dins dels límits de la ciutat de Nova York, i no al comtat de Nassau.